# Málaš
Málaš este o comună slovacă, aflată în districtul Levice din regiunea Nitra. Localitatea se află la altitudinea de 158 m deasupra n.m., se întinde pe o suprafață de 15,98 km2 și în 2017 număra 474 de locuitori.

## Istoric
Localitatea Málaš este atestată documentar din 1156.

## Demografie
| An:                | 1994 | 2004   | 2014    | 2024   |
| ------------------ | ---- | ------ | ------- | ------ |
| Număr de persoane: | 563  | 554    | 469     | 495    |
| Diferență:         |      | −1,59% | −15,34% | +5,54% |

| An:                | 2023 | 2024   |
| ------------------ | ---- | ------ |
| Număr de persoane: | 486  | 495    |
| Diferență:         |      | +1,85% |